# Municipio de San Pedro Sochiapam
El municipio de San Pedro Sochiapam es uno de los 570 municipios del estado mexicano de Oaxaca. Su cabecera es la localidad de San Pedro Sochiapam.

## Geografía
El municipio de San Pedro Sochiapam colinda al norte con los municipios de San Francisco Chapulapa y San Andrés Teotilálpam; al este con los municipios de San Juan Bautista Tlacoatzintepec y San Felipe Usila; al sur con el municipio de San Juan Quiotepec; y al oeste con los municipios de San Juan Tepeuxila, Santa María Pápalo y Concepción Pápalo.

## Localidades
El municipio de San Pedro Sochiapam está integrado por nueve localidades.
| Localidad           | Población (2020) |
| ------------------- | ---------------- |
| San Pedro Sochiapam | 1875             |
| San Juan Zautla     | 1239             |
| San Juan Zapotitlán | 1222             |

## Gobierno
El municipio de San Pedro Sochiapam se rige mediante el sistema de usos y costumbres.
| Presidente municipal     | Periodo   |
| ------------------------ | --------- |
| Carlos Pérez Trujillo    | 1996-1998 |
| Efrén Bravo Pérez        | 1999-2001 |
| Eugenio Pérez Luciano    | 2002-2004 |
| Marcelino Nieves Sánchez | 2005-2007 |
| Jovito Hernández Leyva   | 2008-2010 |
| David Jiménez González   | 2011-2013 |
| Jesús Alvarado Hernández | 2013-2016 |
| Crispín Estrada Pérez    | 2017-2019 |
| Imelda Vera Alfaro       | 2020-2022 |
| Eusebio Miramón Galicia  | 2023-2025 |